# Cesare Cavalleri
Cesare Cavalleri (Treviglio, Bérgamo, 13 de noviembre de 1936-Milán, 28 de diciembre de 2022) fue un periodista, escritor y crítico literario italiano. Fue director la Editorial Ares y de la revista Studi Cattolici.

## Biografía
Nacido en la localidad bergamasca de Treviglio. Estudió en los salesianos y en el instituto técnico comercial de su ciudad. Trabajó durante un tiempo en la Banca Nazionale del Lavoro de Milán (1955). Se matriculó en los cursos vespertinos de la Universidad Católica del Sagrado Corazón y se licenció en Economía con una tesis sobre Procesos estocásticos y sus aplicaciones en el que estudió la frecuencia del fonema zeta (zz) en el Pensamientos de Giacomo Leopardi.
Conoció el Opus Dei durante sus años universitarios, y solicitó su admisión como miembro numerario en 1959.
En la década de 1960 fundó la revista Fogli en Verona, una «revista de cultura, actualidad y problemas de la juventud», que entre otras cosas, mantuvo una polémica con Eugenio Montale sobre la relación entre generaciones. Editó la versión rítmica del Libro de la Pasión, del poeta y teólogo chileno José Miguel Ibàñez Langlois, editado también en CD con música de Gianmario Liuni. Publicó en el libro Entrevista sobre el fundador del Opus Dei, de monseñor Álvaro del Portillo. Ha editado numerosos prefacios de obras de poesía y no ficción, entre ellos "Fe y filosofía. El pensamiento católico de la Italia de la posguerra", de Chiara Ronchetti (editorial Mondadori-Leonardo). Una selección antológica de artículos destacados publicados en los primeros cuarenta años de su dirección de la revista Studi Cattolici se publicó en 2007 bajo el título "Editoriales".
Desde 1966 fue director de Studi Cattolici, revista mensual de "estudios y actualidad", así como director de Edizioni Ares. Como editor, a principios de la década de 1980 recibió el texto mecanografiado de la novela El caballo rojo de manos de Eugenio Corti. Ares fue la primera editorial en publicar la obra.
Colaboró con el periódico Avvenire desde el primer número (4 de diciembre de 1968). Desde ese año hasta 1983 fue crítico de televisión del periódico. Entre 1985 y 2007, además de artículos de crítica literaria y de estilo de vida, publicó una columna titulada People & Words todos los miércoles en Avvenire, que ya ha dado lugar a cuatro volúmenes antológicos. Desde el 2 de enero de 2008, siempre los miércoles, dirigió la columna Leggere, rileggere (Leer, releer). En el libro Lecturas ha recogido sus treinta años de experiencia como crítico literario.
Colaboró con la revista Il Domenicale (2002-2009). Fue miembro del comité científico de las revistas La Società y Humanitas (de Santiago de Chile).
Falleció el 28 de diciembre de 2022 a la edad de 86 años en su casa de Milán, tras una enfermedad terminal.

## Premios y distinciones
- Medalla de Oro Internacional al Mérito de la Cultura Católica (2004), reconocimiento otorgado anteriormente a Augusto del Noce, los cardenales Joseph Ratzinger y Giacomo Biffi, monseñor Luigi Giussani, al economista Michael Novak, al escritor Eugenio Corti, al maestro Riccardo Muti. La exposición de motivos dice, entre otras cosas: «Studi Cattolica y Edizioni Ares están en gran parte abiertos a las innovaciones modernas, pero siempre sobre la base de una identidad que nunca se cuestiona. Esto permitió a Cavalleri situar su actividad cultural por encima de las oposiciones banales e interesadas entre modernistas y tradicionalistas, entre conciliares y anticonciliares, por no hablar de la engañosa dicotomía entre cultura de "derecha" e "izquierda".[9]
- Ambrogino d'oro (2006), un honor que el Municipio de Milán otorga a los ciudadanos que lo merecen.[14]

## Obras
- Persone e parole, voll. 1-2-3-4, Edizioni Ares, 1989/2008.
- Editoriali di Studi cattolici, Edizioni Ares, 2006.
- Letture (1967/1997), Edizioni Ares, 1998.
- Postfazione, in Alberto Caramella, Lunares Murales, Firenze, Le Lettere, 1999, pp.307–315.
- Per vivere meglio, Editrice La Scuola, 2018, intervista con Jacopo Guerriero.
- Sintomi di un contesto, Mimesis Edizioni, 2019.